# Steve Rothery
Steve Thomas Rothery (ur. 25 listopada 1959, Brampton) – gitarzysta brytyjskiej grupy rockowej Marillion.

## Życiorys
Steve zaczął grać na gitarze w wieku 15 lat. W 1979 roku został gitarzystą zespołu Silmarillion, która wzięła swą nazwę od powieści J.R.R. Tolkiena. Później zespół skrócił nazwę do Marillion. Steve jest jedynym członkiem Marillionu, który grał w jego oryginalnym składzie. Założył też solowy projekt The Wishing Tree i wydał albumy Carnival of Souls oraz Ostara.

## Życie prywatne
Ojciec – Peter Rothery pracował w miejscowym banku, a
matka – Marian Rothery była kucharką.
Rodzeństwo – Julia Rothery o dwa i pół roku starsza od Steve’a
W 1966 roku rodzice rozwiedli się, Julia i Steve pozostali z matką. W trójkę przeprowadzili się początkowo do Newholme w północnym Yorkshire, a cztery lata później do Whiby.

## Styl
Rothery znany jest z czystych, inteligentnych i melodyjnych solówek. W 2001 roku, w wywiadzie dla Total Guitar Magazine, Rothery powiedział, że jego ulubionymi gitarzystami są Jeff Beck i Larry Carlton.

## Dyskografia (opróczMarillion)

### Razem z The Wishing Tree
- Carnival of Souls (1996)
- Ostara (2009)

### Inne
- Jadis – Jadis (1989, produkcja)
- Arrakeen – Patchwork (1990, gitara)
- Rock Against Repatriation – Sailing (1990, gitara)
- Enchant – A Blueprint of the World (1994, produkcja, gitara)
- John Wesley – Under the Red and White Sky (1994, gitara)
- Arena – Crying for Help, The Cry (1994, gitara)
- Mr. So and So – The Overlap (1998, produkcja, gitara)
- John Wesley – The Emperor Falls (1999, gitara)
- Ian Mosley & Ben Castle – Postmankind (2001, gitara)
- The Ghosts Of Pripyat (2014)